# Solarium
 Et solarium er et apparat som udsender UV-lys (ultraviolet stråling), der er modelleret efter solens stråler. Solariets UV-lys er af typen UVA og UVB. Den dødelige type UVC, som absorberes i atmosfærens ozonlag og derfor aldrig når ned til Jordens overflade, er heller ikke i solariet.
Solarium bliver i dag mest brugt af kosmetiske grunde, men anvendes og er blevet anvendt i mange år af medicinske grunde.
De oprindelige solrør blev opdaget ved en tilfældighed i 1903 af et tysk selskab kaldet Heraeus der var ved at udvikle lyssystemer til hjemmet og til industriel brug. Disse lamper var af højtryks-metalhalogenlamper sort. Opdagede de, at lys, der blev udviklet til synligt lys formål udledes også ultraviolet lys. I 1920'erne og 1930'erne Heraeus først begyndte at markedsføre og sælge enkelt lampe, self stående garvning / wellness enheder [kilde mangler].
Før ca. 1950 var solarium et udendørs sted, der var afskærmet med matte glasvægge eller lignende, så man ikke kunne ses udefra – og derfor kunne solbade fuldstændig nøgen for at blive brun over det hele.
Ordet solarium har tidligere været brugt i betydningen solur.

## Kræftrisiko forbundet med solarium og sollys
En ekspertgruppe under WHO har i 2009 gennemgået den videnskabelige litteratur, og fundet en direkte sammenhæng mellem brug af solarium og modermærkekræft. I juli 2009 omkategoriserede WHO UV-stråling fra solarier fra måske kræftfremkaldende til helt sikkert kræftfremkaldende. Ekspertgruppen anbefaler et forbud mod solarier for alle under 18 år  . En stor nordisk kohorteundersøgelse er i tråd med WHO's konklusioner og viser, at unge skandinaviske kvinder (20-29 år) har 158% højere risiko for modermærkekræft ved ét månedligt besøg i solariet .
Solens naturlige UV-stråling er i samme kategori som solariets. Dvs, at UV-stråling fra Solen også er kræftkaldende. Sammensætningen af UV-strålingen i solarier er dog anderledes end i Solen, og UV-strålingen fra solarier er mere intensiv.